# Richard Hamilton (artista)
Richard Hamilton, CH (Londres, 24 de febrero de 1922 – íbid., 13 de septiembre de 2011) fue un pintor británico, pionero del arte pop británico.

## Biografía
Tras dejar el colegio sin conseguir ningún título en su vida, entró a trabajar en una agencia publicitaria de la ciudad, mientras que acudía a clases nocturnas en el Saint Martin's School of Art y en el Westminster Technical College. Con dieciséis años entró en la Royal Academy of Art para estudiar pintura, donde permanecería dos años. Entre 1941 y 1946 trabajó como delineante técnico, llevando a cabo su primera exposición en solitario en 1950, presentando una colección de aguafuertes. Su primera esposa, Terry, falleció en un accidente de tráfico en 1969.

## Trayectoria
En los años cincuenta, su obra, influida por Cézanne, el cubismo, el futurismo y la cronofotografía, se preocupa por el movimiento o la perspectiva. 1952 sería un año clave en su trayectoria artística. Ese año empezó a impartir clases de tipografía  y diseño industrial  en la Escuela Central de Arte y Diseño de Londres. Al tiempo fundó junto a Eduardo Paolozzi, Lawrence Alloway, Alison y Peter Smithson y Nigel Henderson  el Independent Group en el Instituto de Arte Contemporáneo de Londres (ICA).
En 1956, se organizó una exposición para la Whitechapel Art Gallery, bajo el título This is Tomorrow (Esto es mañana). Hamilton organizó la contribución del Independent Group a la muestra, en la cual presentaría su collage Just What Is It That Makes Today's Homes So Different, So Appealing? (¿Pero qué es lo que hace a los hogares de hoy día tan diferentes, tan atractivos?), el cual se convertiría en el manifiesto del arte pop británico, movimiento en el que interpretaría un papel esencial.
En esta obra aparecen multitud de elementos de la cultura de masas  estadounidense: una chica de revista (ver: pin up  y cover girl), un fisioculturista, un televisor, un logotipo de Ford, una portada de historieta, una aspiradora, un cartel de cine, un retrato de un antepasado centenario y un enorme chupa-chups (chupetín o caramelo con palo) sostenido por el fisioculturista como si fuese una raqueta de tenis, todo ello bajo el planeta Tierra a modo de techo. Su obra se nutriría desde entonces de los motivos y elementos de la cultura popular y de masas.

## Cadaqués
En 1963 fue por primera vez a Cadaqués, invitado por Marcel Duchamp, con el que ya había trabajado desde 1957. Se quedó en el apartamento de Duchamp unos días y desde entonces volvió cada año. Allí conoció a Dalí: "podría decirse que era el rey, aunque Duchamp era más que un rey, el más importante de todos, el "papa" -afirma Hamilton.

## Diseñador gráfico
También fue el diseñador de la cubierta del White Album (Álbum Blanco) de The Beatles, en 1968. Precisamente la pintura y los collages de Hamilton se hicieron famosos en prácticamente en todo el mundo por ser uno de los más célebres diseñadores gráficos de las obras de The Beatles siendo en los 1960 uno de los más conocidos exponentes del pop-art junto al estadounidense Andy Warhol, sin embargo, tras ser uno de los organizadores en 1967 de una retrospectiva de la obra de Marcel Duchamp en la Tate Gallery de Londres, su diseño para el White Album llamó la atención por el diseño, la "ilustración" que hizo de la cubierta de tal LP fue absolutamente minimalista -literalmente tal álbum era "ilustrado" con el no-color blanco, era un álbum  como lo señala la etimología latina-, muy austera y muy seria,  por lo cual rompía con los típicos abigarrados y alegres diseños del pop-art sesentista, en este caso tomaba distancia  de coetáneos como Peter Blake.

## Premios y reconocimientos
En 2007 la ciudad de Fráncfort del Meno le otorgó el Premio Max Beckmann. Al año siguiente le fue concedido el Praemium Imperiale de Pintura.